# Asura ochreomaculata
Asura ochreomaculata is een beervlinder uit de familie van de spinneruilen (Erebidae). De wetenschappelijke naam van de soort is voor het eerst geldig gepubliceerd in 1904 door Bethune-Baker.